# Анадромні види

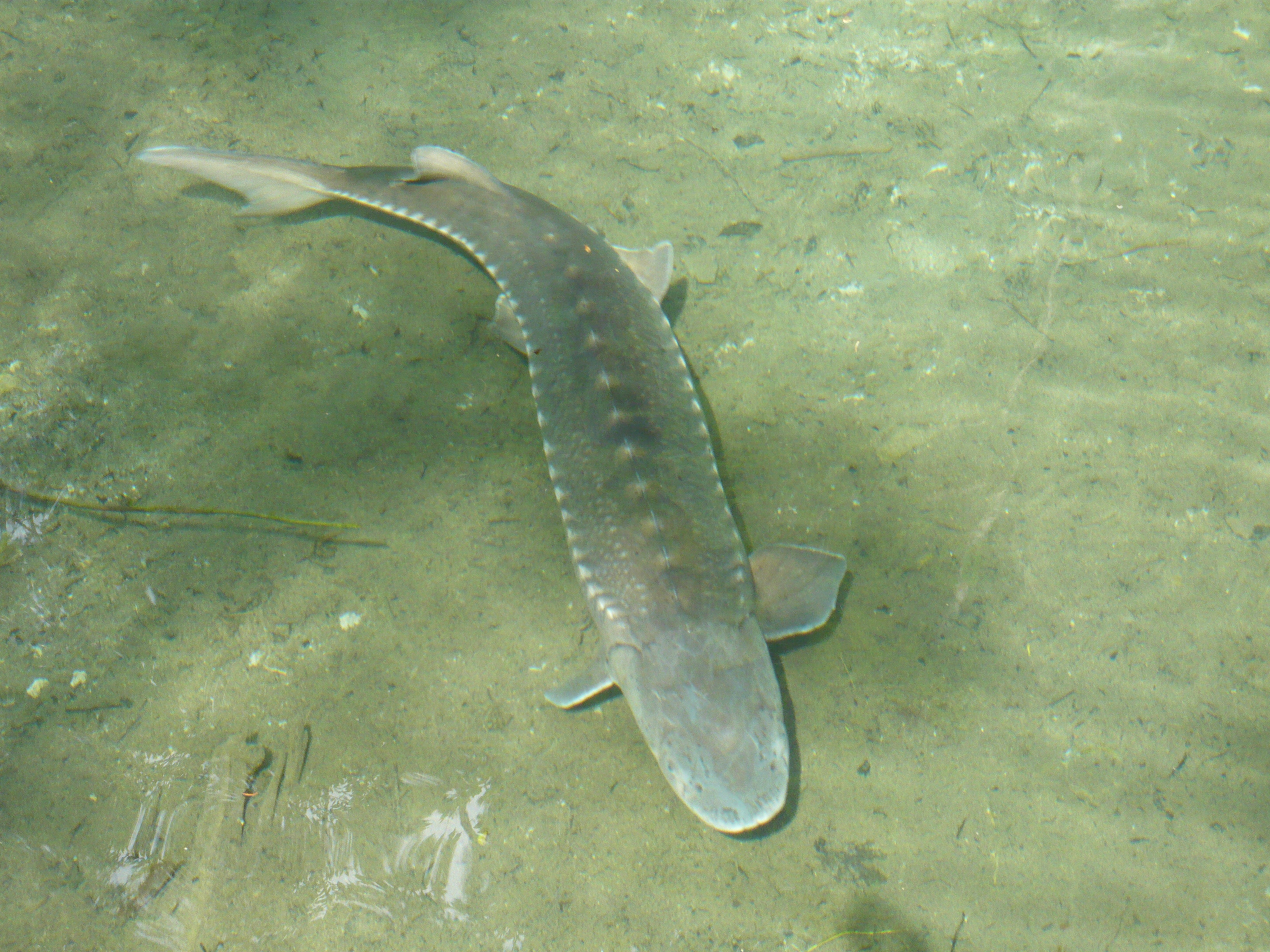
Більшість осетрових (Acipenseridae) — анадромні риби. На світлині — осетер європейський

Анадромні види риб — (ana — вгору і dromos — біг) — види риб, які розмножуються у прісноводних водоймах, а потім мігрують в океан для нагулу і повертаються в місця. Такими видами є: кета, кижуч, горбуша, лосось, нерка, чавича, сима, райдужна форель. Це первинно прісноводні види, які в процесі еволюції адаптувалися на певному життєвому етапі до міграції в море, де набагато вища харчова забезпеченість і простір, що дає змогу мати високу чисельність популяції.